# Tathiana Garbin
Tathiana Garbin (Venezia, 30 giugno 1977) è un'allenatrice di tennis ed ex tennista italiana.
Predilige la terra rossa. In carriera si è aggiudicata un torneo del circuito maggiore in singolare e undici in doppio. I suoi migliori risultati nei tornei del Grande Slam sono stati gli ottavi di finale al Roland Garros in singolare nel 2007, i quarti di finale sempre nello Slam parigino in doppio misto nel 2010 e i quarti a Wimbledon in doppio nel 2009. Nella classifica mondiale è giunta fino alla ventiduesima posizione in singolare a alla venticinquesima in doppio.
Dal 2016 è capitano della squadra italiana di Fed Cup (dal 2019 Billie Jean King Cup). Alla guida della nazionale italiana, è riuscita a vincere due medaglie in due edizioni consecutive della Billie Jean King Cup. Nel 2023, ha portato la squadra azzurra al secondo posto, ottenendo la medaglia d'argento, mentre nel 2024 ha condotto la nazionale italiana alla conquista del titolo mondiale, vincendo la medaglia d'oro.

## Biografia

### Giocatrice
Atleta molto competitiva nella categoria juniores, fu campionessa italiana under-16 nel 1993. Due anni dopo raggiunse la semifinale al torneo ITF di Orbetello mentre nel 1996 trionfò a Catania sia in doppio che in singolare, diventando professionista il 4 ottobre dello stesso anno. L'anno seguente ai XIII Giochi del Mediterraneo ottenne la medaglia d'oro nel singolare e la medaglia d'argento nel doppio in coppia con Maria Paola Zavagli, e inoltre vinse in scioltezza il torneo di Novi Sad. Nel 1998 ottenne poi il primo posto al torneo di Nuova Delhi.
L'anno successivo agli Australian Open di Melbourne giocò per la prima volta nel tabellone principale di una prova del Grande Slam, dove fu sconfitta al 1º turno da Rita Grande. Sempre nel 1999 conquistò due tornei: Manila e Civitanova. Nel 2000 entrò per la prima volta nella top-100 e conquistò il suo unico titolo WTA, precisamente a Budapest dove sconfisse in finale Kristie Boogert 6-2 7-6. Dal 2000 si occupa in maniera proficua anche del doppio, specialità in cui ha ottenuto la vittoria di 10 tornei del circuito WTA.
Il suo miglior risultato in una prova del Grande Slam è il 4º turno al Roland Garros nel 2007 (sconfitta da Nicole Vaidišová), oltre al 3º turno, raggiunto in 5 occasioni (Australian Open 2007, Roland Garros 2000-2004-2006, US Open 2000). In due occasioni è stata capace di vincere contro una giocatrice nelle top-10. Nel torneo di Indian Wells del 2001 eliminò al secondo turno Monica Seles (nº 4 del mondo in quel momento). Al Roland Garros del 2004 sconfisse clamorosamente al 2º turno l'allora nº1 del mondo Justine Henin per 7-5 6-4.
La migliore posizione ottenuta in classifica è il nº22, raggiunta per la prima volta il 21 maggio 2007. Garbin ha fatto parte della squadra italiana di Fed Cup nel biennio 1999-2000 e ancora dal 2003 in poi. Ha inoltre partecipato alle Olimpiadi del 2000 e del 2004.
Il 17 gennaio 2011 perde al primo turno degli Australian Open contro la francese Marion Bartoli per 6-0 6-0. Questo incontro è stato l'ultimo della carriera della veneta, almeno in singolare, dato che alcuni mesi prima aveva annunciato il suo ritiro dalle competizioni al termine del torneo australiano. 

### Dopo il ritiro, la nomina a capitano dell'Italia nel 2016
Garbin ha iniziato la sua carriera di allenatrice con la tennista italiana, naturalizzata svizzera, Romina Oprandi. Nel giugno 2011 inizia a collaborare con la Federazione Italiana Tennis.
Nell'ottobre del 2016 viene annunciata la sua nomina a capitano della squadra italiana di Fed Cup (dal 2019 Billie Jean King Cup) in luogo di Corrado Barazzutti, arrivando a disputare la finale sia nell'edizione del 2023 (persa contro il Canada) che in quella del 2024 (vinta contro la Slovacchia).
Dal 2017 presta il volto per campagne di sensibilizzazione sulle emozioni di chi affronta percorsi oncologici.

## Statistiche

### Singolare

#### Vittorie (1)
| Legenda               |
| --------------------- |
| Grande Slam (0)       |
| Ori Olimpici (0)      |
| WTA Championships (0) |
| Tier I (0)            |
| Tier II (0)           |
| Tier III (0)          |
| Tier IV (1)           |
| Tier V (0)            |

| N. | Data           | Torneo                         | Superficie  | Avversaria in finale | Punteggio   |
| 1. | 17 aprile 2000 | Hungarian Grand Prix, Budapest | Terra rossa | Kristie Boogert      | 6-2, 7-6(4) |

#### Sconfitte (4)
| Legenda               |
| --------------------- |
| Grande Slam (0)       |
| Argenti Olimpici (0)  |
| WTA Championships (0) |
| Tier I (0)            |
| Tier II (0)           |
| Tier III (1)          |
| Tier IV (3)           |
| Tier V (0)            |

| N. | Data             | Torneo                                       | Superficie  | Avversaria in finale    | Punteggio              |
| 1. | 13 febbraio 2000 | Copa Colsanitas, Bogotà                      | Terra rossa | Patricia Wartusch       | 6–4, 1–6, 4–6          |
| 2. | 17 luglio 2005   | Internazionali di Modena, Modena             | Terra rossa | Anna Smashnova          | 6-6, rit.              |
| 3. | 23 luglio 2006   | Internazionali Femminili di Palermo, Palermo | Terra rossa | Anabel Medina Garrigues | 4–6, 4–6               |
| 4. | 25 febbraio 2007 | Copa Colsanitas, Bogotà                      | Terra rossa | Roberta Vinci           | 7–6(5), 4-6, 3-0, rit. |

### Doppio

#### Vittorie (11)
| Legenda: Prima del 2009 | Legenda: Dal 2009     |
| ----------------------- | --------------------- |
| Grande Slam (0)         |                       |
| Ori Olimpici (0)        |                       |
| WTA Championships (0)   |                       |
| Tier I (0)              | Premier Mandatory (0) |
| Tier II (0)             | Premier 5 (0)         |
| Tier III (2)            | Premier (0)           |
| Tier IV (4)             | International (3)     |
| Tier V (2)              | WTA 125s (0)          |

| N.  | Data             | Torneo                                                          | Superficie  | Compagno          | Avversari in finale                                 | Punteggio     |
| 1.  | 14 maggio 2000   | J&S Cup, Varsavia                                               | Terra rossa | Janette Husárová  | Iroda Tuljaganova Anna Zaporožanova                 | 6–3, 6–1      |
| 2.  | 25 febbraio 2001 | Copa Colsanitas, Bogotà                                         | Terra rossa | Janette Husárová  | Laura Montalvo Paola Suárez                         | 6–4, 2–6, 6–4 |
| 3.  | 22 aprile 2001   | Hungarian Grand Prix, Budapest                                  | Terra rossa | Janette Husárová  | Zsófia Gubacsi Dragana Zarić                        | 6–1, 6–3      |
| 4.  | 15 luglio 2001   | Internazionali Femminili di Palermo, Palermo                    | Terra rossa | Janette Husárová  | Anabel Medina Garrigues María José Martínez Sánchez | 4–6, 6–2, 6–4 |
| 5.  | 12 gennaio 2002  | Moorilla Hobart International, Hobart                           | Cemento     | Rita Grande       | Catherine Barclay Christina Wheeler                 | 6–2, 7–6(3)   |
| 6.  | 5 maggio 2002    | Croatian Bol Ladies Open, Bol                                   | Terra rossa | Angelique Widjaja | Elena Bovina Henrieta Nagyová                       | 6–4, 2–6, 6–4 |
| 7.  | 11 gennaio 2003  | Canberra Women's Classic, Canberra                              | Cemento     | Émilie Loit       | Dája Bedáňová Dinara Safina                         | 6–3, 3–6, 6–4 |
| 8.  | 16 gennaio 2005  | Richard Luton Properties Canberra Women's Classic, Canberra (2) | Cemento     | Tina Križan       | Gabriela Navrátilová Michaela Paštiková             | 7–5, 1–6, 6–4 |
| 9.  | 11 luglio 2010   | Hungarian Grand Prix, Budapest (2)                              | Terra rossa | Timea Bacsinszky  | Sorana Cîrstea Anabel Medina Garrigues              | 6-3, 6-3      |
| 10. | 18 luglio 2010   | I. ČLTK Prague Open, Praga                                      | Terra rossa | Timea Bacsinszky  | Monica Niculescu Ágnes Szávay                       | 7-5, 7-6(4)   |
| 11. | 24 ottobre 2010  | BGL Luxembourg Open, Lussemburgo                                | Cemento (i) | Timea Bacsinszky  | Iveta Benešová Barbora Záhlavová-Strýcová           | 6-4, 6-4      |

#### Sconfitte (7)
| Legenda: Prima del 2009 | Legenda: Dal 2009     |
| ----------------------- | --------------------- |
| Grande Slam (0)         |                       |
| Argenti Olimpici (0)    |                       |
| WTA Championships (0)   |                       |
| Tier I (2)              | Premier Mandatory (0) |
| Tier II (1)             | Premier 5 (0)         |
| Tier III (0)            | Premier (1)           |
| Tier IV (1)             | International (2)     |
| Tier V (0)              | WTA 125s (0)          |

| N. | Data            | Torneo                                    | Superficie  | Compagno                | Avversari in finale                        | Punteggio           |
| 1. | 14 luglio 2002  | French Community Championships, Bruxelles | Terra rossa | Arantxa Sánchez Vicario | Barbara Schwartz Jasmin Wöhr               | 2–6, 6–0, 4–6       |
| 2. | 24 agosto 2002  | Pilot Pen Tennis, New Haven               | Cemento     | Janette Husárová        | Daniela Hantuchová Arantxa Sánchez Vicario | 3–6, 6–1, 5–7       |
| 3. | 10 maggio 2007  | Qatar Telecom German Open, Berlino        | Terra rossa | Roberta Vinci           | Lisa Raymond Samantha Stosur               | 3-6, 4-6            |
| 4. | 17 maggio 2007  | Internazionali BNL d'Italia, Roma         | Terra rossa | Roberta Vinci           | Nathalie Dechy Mara Santangelo             | 4-6, 1-6            |
| 5. | 16 gennaio 2010 | Medibank International Sydney, Sydney     | Cemento     | Nadia Petrova           | Cara Black Liezel Huber                    | 1-6, 6-3, [3-10]    |
| 6. | 17 aprile 2010  | Barcelona Ladies Open, Barcellona         | Terra rossa | Timea Bacsinszky        | Sara Errani Roberta Vinci                  | 1-6, 6-3, [2-10]    |
| 7. | 25 luglio 2010  | Gastein Ladies, Bad Gastein               | Terra rossa | Timea Bacsinszky        | Lucie Hradecká Anabel Medina Garrigues     | 7-6(2), 1-6, [5-10] |

## Risultati in progressione
| Sigla | Risultato               |
| ----- | ----------------------- |
| V     | Vincitore               |
| F     | Finalista               |
| SF    | Semifinalista           |
| O     | Oro olimpico            |
| A     | Argento olimpico        |
| SF    | Bronzo olimpico         |
| QF    | Quarti di Finale        |
| 4T    | Quarto turno            |
| 3T    | Terzo turno             |
| 2T    | Secondo turno           |
| 1T    | Primo turno             |
| RR    | Round Robin             |
| LQ    | Turno di qualificazione |
| A     | Assente                 |
| ND    | Non disputato           |

| Legenda superfici    |
| -------------------- |
| Cemento              |
| Terra battuta        |
| Erba                 |
| Superficie variabile |

### Singolare nei tornei del Grande Slam
| Torneo          | 1998 | 1999 | 2000 | 2001 | 2002 | 2003 | 2004 | 2005 | 2006 | 2007 | 2008 | 2009 | 2010 | 2011 |
| --------------- | ---- | ---- | ---- | ---- | ---- | ---- | ---- | ---- | ---- | ---- | ---- | ---- | ---- | ---- |
| Australian Open | A    | 1T   | 1T   | 1T   | 2T   | 2T   | 1T   | 2T   | 1T   | 3T   | 2T   | 2T   | 3T   | 1T   |
| Open di Francia | A    | A    | 3T   | 2T   | 2T   | 2T   | 3T   | 2T   | 3T   | 4T   | 1T   | 3T   | 2T   | A    |
| Wimbledon       | A    | A    | 1T   | 1T   | 1T   | 1T   | 1T   | 1T   | 2T   | 2T   | 1T   | 2T   | 1T   | A    |
| US Open         | A    | A    | 3T   | A    | 1T   | 2T   | 2T   | 1T   | 2T   | 1T   | 3T   | 2T   | 1T   | A    |

### Doppio nei tornei del Grande Slam
| Torneo          | 1998 | 1999 | 2000 | 2001 | 2002 | 2003 | 2004 | 2005 | 2006 | 2007 | 2008 | 2009 | 2010 | 2011 |
| --------------- | ---- | ---- | ---- | ---- | ---- | ---- | ---- | ---- | ---- | ---- | ---- | ---- | ---- | ---- |
| Australian Open | A    | 1T   | 3T   | 2T   | 2T   | 2T   | 1T   | 2T   | 2T   | 2T   | 2T   | 1T   | 2T   | 2T   |
| Open di Francia | A    | A    | 1T   | 1T   | 3T   | 3T   | 2T   | 2T   | 1T   | 1T   | 1T   | 1T   | 1T   | A    |
| Wimbledon       | 1T   | A    | 1T   | 3T   | 1T   | 2T   | 2T   | 1T   | 3T   | 1T   | 1T   | QF   | 2T   | A    |
| US Open         | A    | A    | 3T   | A    | 1T   | 1T   | 3T   | 2T   | 1T   | 3T   | 2T   | 1T   | 3T   | A    |

### Doppio misto nei tornei del Grande Slam
| Torneo          | 1998 | 1999 | 2000 | 2001 | 2002 | 2003 | 2004 | 2005 | 2006 | 2007 | 2008 | 2009 | 2010 | 2011 |
| --------------- | ---- | ---- | ---- | ---- | ---- | ---- | ---- | ---- | ---- | ---- | ---- | ---- | ---- | ---- |
| Australian Open | A    | A    | A    | A    | A    | A    | A    | A    | A    | 1T   | A    | A    | A    | A    |
| Open di Francia | A    | A    | A    | 2T   | A    | A    | A    | A    | A    | 4T   | A    | A    | QF   | A    |
| Wimbledon       | A    | A    | 2T   | 2T   | 2T   | 1T   | 2T   | 1T   | A    | A    | A    | A    | 2T   | A    |
| US Open         | A    | A    | A    | A    | A    | A    | A    | 1T   | A    | A    | A    | A    | A    | A    |

## Vittorie contro giocatrici top 10
| Stagione | 2001 | 2002 | 2003 | 2004 | Totale |
| -------- | ---- | ---- | ---- | ---- | ------ |
| Vittorie | 1    | 0    | 0    | 1    | 2      |

| #    | Giocatrice    | Ranking | Evento                          | Superficie  | Turno | Punteggio        | Rank. TGR |
| ---- | ------------- | ------- | ------------------------------- | ----------- | ----- | ---------------- | --------- |
| 2001 |               |         |                                 |             |       |                  |           |
| 1.   | Monica Seles  | 4       | Indian Wells Open, Indian Wells | Cemento     | 2T    | 7-6(6), 3-6, 6–4 | 54        |
| 2004 |               |         |                                 |             |       |                  |           |
| 2.   | Justine Henin | 1       | Open di Francia, Parigi         | Terra rossa | 2T    | 7-5, 6-4         | 86        |